# 孙吴镇
孙吴镇，是中华人民共和国黑龙江省黑河市孙吴县下辖的一个乡镇级行政单位。

## 行政区划
孙吴镇下辖以下地区：
河北村、新兴村、兴华村、北孙吴村、三屯村、永跃村、兴川村、永胜村和镇南村。

## 特产
孙吴大果沙棘：中国地理标志产品。